# ECC (eikaiwa)
Pour les articles homonymes, voir ECC.
 (décembre 2017).
ECC (ECC外語学院, ECC gaigo gakuin) est une des plus grandes entreprises d'enseignement de l'anglais (eikaiwa) au Japon.
ECC (Education through Communication for the Community) est basée dans le Kansai, et a également de nombreuses branches dans les régions du Chūbu et du Kantō. En février 2013, elle avait 171 écoles à travers le Japon. Plus de 650 personnes de langue maternelle anglaise y travaillent comme formateurs.